# TRW (azienda)
TRW Inc. fu una società statunitense di ingegneria, principalmente nell'aerospazio, automotive, e credit reporting agency. Fu pioniera in diversi ambiti come nella componentistica elettronica, circuiti integrati, computer, software e systems engineering. TRW costruì diversi veicoli spaziali, incluso il Pioneer 1, Pioneer 10, e diversi telescopi spaziali. Fu al 57º posto nella Fortune 500, con 122.258 dipendenti.
Le radici della TRW risalgono al 1901, e venne acquisita dalla Northrop Grumman Corporation nel 2002. Le sussidiarie furono Thompson Ramo Wooldridge (da cui il nome TRW), Pacific Semiconductors, the Aerospace Corporation, Bunker-Ramo, Experian, e TRW Automotive che dal 2015 fa parte della ZF Friedrichshafen.
Nel 1953, la società venne incaricata dal Governo USA di sviluppare il primo ICBM. Partendo dal progetto iniziale della Convair, il team delle diverse aziende lanciarono l'Atlas nel 1957. Volò nel 1958, e fu adottato come base per il Progetto Mercury. TRW sviluppò anche il HGM-25A Titan I, che fu poi adottato per il Progetto Gemini. La società aiutò anche la US Air Force per i loro ICBM, ma TRW non produsse nessun missile causa il conflitto di interessi.  Nel 1960, il Congresso creò un'associazione no-profit la The Aerospace Corporation per le necessità governative in ambito aerospazio, ma TRW continuò a guidare lo sviluppo ICBM.

## Storia
La società TRW Inc., venne fondata nel 1901 come Cleveland Cap Screw Company, inizialmente producendo bulloni e viti. Nel 1904 un saldatore, Charles Thompson decise di adattare i metodi di produzione di viti e bulloni alla costruzione di valvole per i motori, diventando, già nel 1915, il più grande produttore americano di valvole.
Nel 1926 cambia il suo nome in Thompson Products.
Nel 1953 Simon Ramo e Dean Wooldridge, impiegati presso Hughes Aircraft, in contrasto con le decisioni del proprio management, decisero di licenziarsi per costituire una loro azienda, denominata Ramo-Wooldridge Corporation, finanziati dalla stessa Thompson.
Ramo-Wooldrige, con il tempo, si affermerà una solida realtà produttiva per quanto riguarda i sistemi missilistici e aerospaziali (contribuendo allo sviluppo e alla realizzazione dell'SM-65 Atlas e HGM-25A Titan I, rispettivamente primo e secondo missile balistico intercontinentale americano e la sonda spaziale Pioneer 1.
I rapporti di collaborazione e di finanziamento che Ramo-Wooldrige intratteneva con Thompson, portarono le società a fondersi in un unico soggetto nel 1958, Thompson Ramo Wooldridge Inc..
Nel 1960 venne promulgata una legge che disponeva il passaggio delle attività della Divisione Space Technology Laboratories di Thompson Ramo Wooldrige a un ente no profit indipendente e privo di conflitto d'interessi: infatti, la compagnia era il principale consulente della Aeronautica Militare Americana, ed in virtù di questo ruolo, i concorrenti ritenevano che Thompson Ramo Wooldrige potesse ingiustamente accedere alle tecnologie che loro stessi avevano precedentemente fornito all'arma aerea americana.
Thompson Ramo Wooldridge diventa poi TRW Inc. nel 1965.
Negli anni 1970 TRW diversifica, iniziando a gestire sistemi di informazione creditizia tramite la Divisione Information System and Service e acquisendo ESL (software per la ricognizione aerea).
Nel 1986, è 57° nella classifica Fortune delle 500 più redditizie aziende americane.
È in questi anni che sviluppa il primo sistema di apertura a distanza delle portiere e il primo sistema airbag per la protezione frontale del guidatore.
Nel 1999, grazie all'acquisizione di LucasVarity PLC, TRW diventerà leader mondiale nel settore dei sistemi di sicurezza automobilistica attiva e passiva.
Negli 2000 ha 122.258 dipendenti, attiva in 25 paesi.
Nel 2002 Northrop Grumman Corporation lancia una OPA ostile su TRW per 5.9 miliardi di dollari: anche BAE System e General Dynamics si mostrarono interessati a TRW, che alla fine fu acquistata da Northrop Grumman, la quale presentò una offerta di 7.8 miliardi di dollari.
Nello stesso anno, Northrop Grumman venderà a Blackstone Group la Divisione Automotive di TRW, confluita nella costituenda TRW Automotive.
TRW Automotive è quotata al NYSE dal 2004, con azionisti principali Blackstone (56.7%) e Northrop Grumman (17.2%).
La TRW Automotive nel 2015 è stata comprata ed assorbita dalla ZF Friedrichshafen.

## Dati finanziari ed economici
Nel 2012 TRW ha realizzato 16.4 miliardi di dollari di fatturato, di cui:
- 10.32 grazie alla Divisione Chassis System (sistemi frenanti ecc.)
- 3.28 grazie alla Divisione Occupant Safety Systems (airbag, cinture di sicurezza)
- 1.81 grazie alla Divisione Automotive Components (sensori elettronici)
- 1.01 grazie alla Divisione Electronics (valvole, pannelli di controllo)

Ebti di 1.08 miliardi, utili per 1.04 miliardi di dollari.
Principalmente, le vendite sono rivolte a Gruppo Volkswagen (23.5%), Ford (17.6%), Chrysler (10.4%), Gruppo GM (10%). La parte restante è suddivisa tra una trentina di produttori mondiali di vetture.
Con sede a Livonia, ha 185 impianti in 25 paesi del mondo e 60000 dipendenti.

## TRW in Italia
TRW Automotive opera in Italia tramite TRW Automotive Italia S.R.L. e TRW Parts&Service (mercato dei ricambi, sede a Cinisello Balsamo), per un totale di 2000 dipendenti e 560 milioni di euro di fatturato.
Nel 1970 apre uno stabilimento a Gardone Val Trompia (valvole e lavorazioni meccaniche), a cui fanno seguito gli impianti di Bricherasio (airbag), Pralormo (stampaggio componenti plastici), Nichelino (componentistica elettronica - ex Sipea), Livorno (scatole guida - ex Spica), Ostellato (pompe freno - ex Automotive Pumps).
Il 17 ottobre 2014 viene annunciata la chiusura dello stabilimento di Livorno che dava lavoro a 413 persone.

## Premi
- 1974 Nelson P. Jackson Aerospace Award to TRW Systems Group with NASA Ames Research Center for Pioneer 10[12]
- 1978 Nelson P. Jackson Aerospace Award for HEAO Program[13]
- 1988-89 Emmy Award for analog/digital video conversion technology to TRW LSI Products[14]
- 1990 Goddard Award for Quality and Productivity to Space and Technology Group[15]
- 1992 Nelson P. Jackson Aerospace Award to Space and Technology Group with NASA for Compton Gamma Ray Observatory[16][17]
- 2001 Nelson P. Jackson Aerospace Award to TRW Systems Group with NASA Marshall Space Flight Center for Chandra X-ray Observatory[18]
- 2004 Nelson P. Jackson Aerospace Award to Northrop Grumman (formerly TRW) Space Technology Sector with NASA Goddard Space Flight Center for TDRSS[19]